# Lista över stadsarkitekter i Eslöv
Historik över stadsarkitekter i Eslövs stad. 
| Namn            | Stadsarkitekt |
| --------------- | ------------- |
| Helge Barkenius | 1935 - 1957   |